# Gilbert Colgate
Gilbert Bayard "Gil" Colgate, Jr., född 21 december 1899 i New York, död 9 oktober 1965 i New York, var en amerikansk bobåkare.
Colgate blev olympisk bronsmedaljör i tvåmansbob vid vinterspelen 1936 i Garmisch-Partenkirchen.